# Karhulan–Sunilan Rautatie
| Strecke Karhulan–Sunila |                         |                                       |                                       |
| Streckenlänge: | 8 km                    |                                       |                                       |
| Spurweite: | 785 mm bis 1926 1524 mm |                                       |                                       |
| |                         |                                       |                                       |
| \| \| \| Bahnstrecke Kouvola–Kotka von Kouvola \| \| \| \| 0,0 \| Kymi \| Kymi \| \| \| \| Bahnstrecke Kouvola–Kotka nach Kotka \| \| \| \| 4,0 \| Karhula \| Karhula \| \| \| 6,0 \| Sunila \| Sunila \| \| \| \| \| \| \| \| 8,0 \| Halla \| Halla \| |                         |                                       |                                       |
| Strecke |                         | Bahnstrecke Kouvola–Kotka von Kouvola | Bahnstrecke Kouvola–Kotka von Kouvola |
| Bahnhof | 0,0                     | Kymi                                  | Kymi                                  |
| Abzweig geradeaus und nach rechts |                         | Bahnstrecke Kouvola–Kotka nach Kotka  | Bahnstrecke Kouvola–Kotka nach Kotka  |
| Dienststation / Betriebs- oder Güterbahnhof | 4,0                     | Karhula                               | Karhula                               |
| Betriebs-/Güterbahnhof Strecke ab hier außer Betrieb | 6,0                     | Sunila                                | Sunila                                |
| Brücke über Wasserlauf (Strecke außer Betrieb) |                         |                                       |                                       |
| Betriebs-/Güterbahnhof Streckenende (Strecke außer Betrieb) | 8,0                     | Halla                                 | Halla                                 |

Die Karhulan–Sunilan Rautatie Oy (KSR) war Finnlands erste private Eisenbahngesellschaft. Sie baute die Bahnstrecke Kymi–Sunila(–Halla) (finnisch Karhulan Rautatie).
Das Aktienkapital der Gesellschaft wird durch Sunila Oy gehalten. Das Unternehmen, das zu 100 % im Besitz von Stora Enso ist, produziert Zellstoff in der Region von Kotka.

## Geschichte
Auf der Insel Halla wurde 1876 noch zu russischer Zeit von der norwegischen Firma N. Otterstad & Co. für Hallan Osakeyhtiö eine Sägewerk errichtet. Dieses ging 1916 in finnischen Besitz über. Später wurde zusätzlich eine Zellstofffabrik gebaut. Das Sägewerk wurde 1986 geschlossen. UPM-Kymmene ist der Eigentümer der Zellstofffabrik und hat Pläne, einen privaten Hafen zu errichten und die stillgelegte Strecke auf die Insel wieder in Betrieb zu nehmen.

## Bahnstrecke Kymi–Sunila

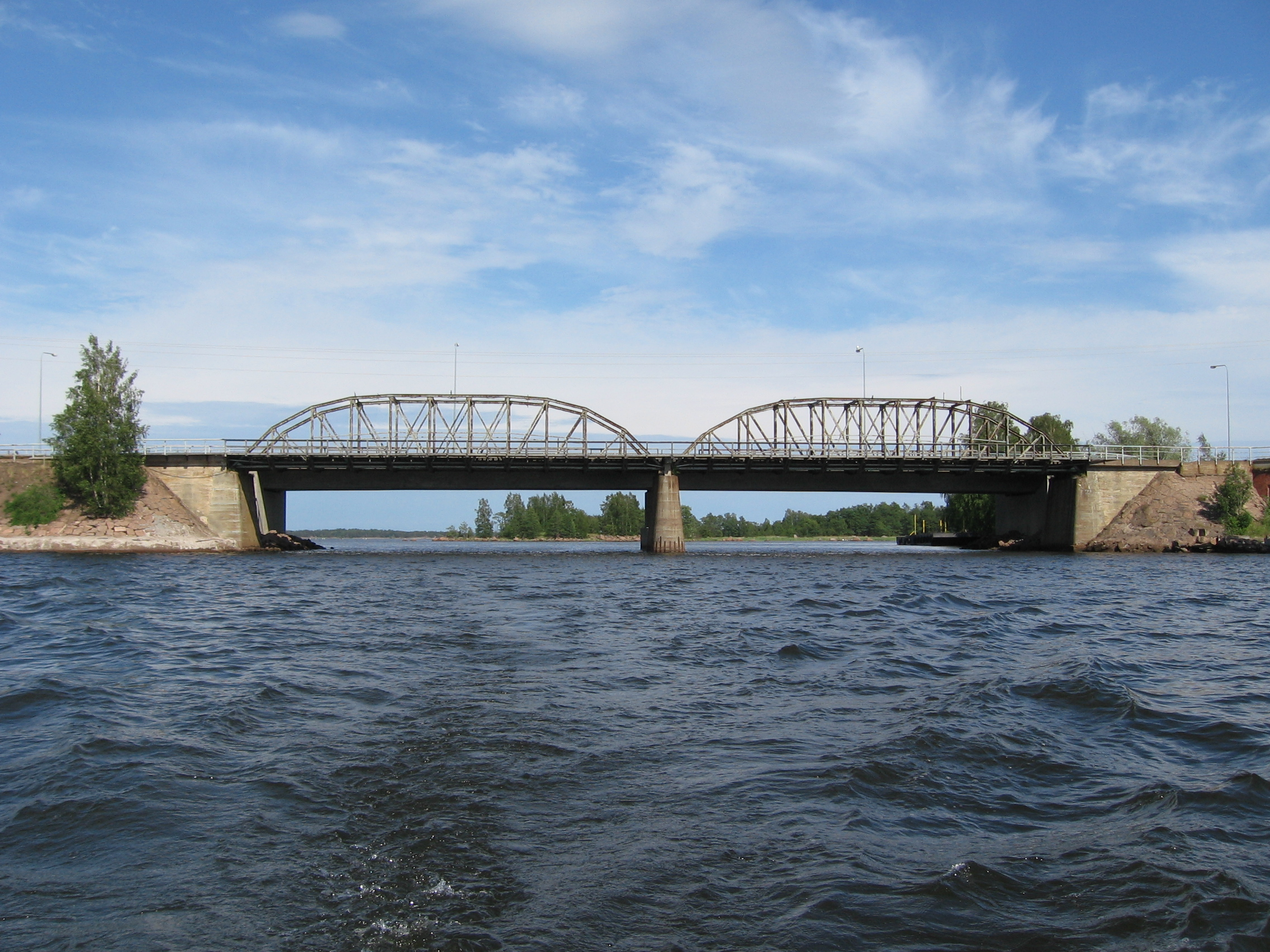
Stillgelegte Eisenbahnbrücke zur Insel Halla

Die Bahnstrecke Kymi–Sunila (finnisch Karhulan Rautatie) wurde von Karhula Oy (KSR) ursprünglich für den Güterverkehr gebaut, um die Fabrikanlagen der Firma in Karhula und Kymi miteinander sowie mit dem finnischen Eisenbahnnetz zu verbinden. Das unternehmenseigene Schienennetz erstreckt sich vom Bahnhof Kymi in Karhula über Teile des Ortes Sunila. Die Strecke endete auf der Insel Halla, wo ein Sägewerk und eine Zellstofffabrik betrieben wurden. Im Bahnhof Kymi besteht Anschluss an die VR-Yhtymä, die staatliche finnische Eisenbahngesellschaft.
Die Strecke war 1897 fertiggestellt, wurde jedoch erst am 3. Mai 1900 offiziell eröffnet. Ursprünglich wurde die Strecke als Schmalspurbahn mit einer Spurweite von 785 mm gebaut. Die Länge der Strecke betrug am Anfang 1915 7,33 km. Karhula Oy wurde 1915 von A. Ahlström Oy übernommen.
Der Umbau in eine Breitspurbahn mit einer Spurweite von 1524 mm erfolgte 1926. Die Strecke auf die Insel Halla wurde bis 1965 bedient. Sie war bis zu diesem Zeitpunkt die einzige Verbindung auf die Insel. Nach dem Bau einer neuen Straßenbrücke neben der Eisenbahnbrücke wurde diese wegen ungenügender Sicherheit gesperrt.

## Fahrzeuge
Bei den Triebfahrzeugen wurde immer auf Einzelstücke, meist gebraucht, zurückgegriffen.
| Type   | Nummer | Bauart            | Achsfolge | Hersteller | Fabr.-Nr./ Baujahr | Besonderes |
| ------ | ------ | ----------------- | --------- | ---------- | ------------------ | --- |
| Move90 | –      | dieselhydraulisch | B'B'      | Valmet     | 902/ 1967          | |
| Otso3  | –      | dieselhydraulisch | B         | Saalasti   | 72/ 1972           | 1984 von Sunila Oy (Nr. 5) |
| Tve1   | –      | dieselhydraulisch | B         | Saalasti   | 30/ 1960           | Typ Otso1, von A. Ahlström Oy, Karhula, KSR 1997, verkauft an Jemisoft Oy (Canterbury travels Ltd.) in Rovaniemi im Herbst 2007                                                    |
| Tve2   | –      | dieselhydraulisch | B         | Saalasti   | 51/ 1963           | Typ Otso2, bis 1985, verkauft an Enso Gutzeit in Lahti, im Einsatz bei Destia Rail (MVH)                                                                                           |
| Move66 | –      | dieselhydraulisch | C         | Valmet     | 668/ 1971          | von Myllykoski Oy, Anjalankoski, in den 1990er Jahren an Imatra Steel, Imatrankoski                                                                                                |
| Move2  | –      | dieselhydraulisch | B         | Saalasti   | /                  | Ursprünglich schmalspurige Move21 mit Holzgasantrieb, von Saalasti auf Breitspur umgebaut und mit Dieselmotor ausgestattet, 1950 von Ruukki übernommen, 1979 in Vaasa verschrottet |
| Trr    | –      | dieselmechanisch  | B         | Tampella   | /                  | Bezeichnung Kisko-Kalle |